# 堤吉兵衛
堤 吉兵衛（つつみ きちべえ、生没年不詳）は江戸時代から明治時代にかけての地本問屋。

## 来歴
青盛堂、加賀吉と号す。加賀屋吉兵衛ともいった。文化期から明治期に両国米沢町1丁目、後に日本橋吉川町で営業している。文政末期、歌川国芳による大判の錦絵揃物『水滸伝豪傑百八人之一個』が大好評であったことで知られる。

## 作品
- 歌川国芳 『東都名所』 横大判 錦絵揃物 天保前期

- 小林忠 大久保純一 『浮世絵の鑑賞基礎知識』 至文堂、1994年 ※209頁

| スタブアイコン | サブスタブ | この項目は、まだ閲覧者の調べものの参照としては役立たない、人物に関連した書きかけの項目です。この項目を加筆・訂正などしてくださる協力者を求めています（P:人物伝/PJ:人物伝）。 |